# 3,4-methylendioxyamfetamin
3,4-Methylendioxyamfetamin (MDA) je psychoaktivní droga, velmi podobná extázi (MDMA). V kontrastu k MDMA má ale MDA při normální dávce také vizuální efekty, které nastupují až ke konci účinku drogy. Stejně jako MDMA je i tato látka derivát amfetaminu, její výroba je ale jednodušší a levnější a je taky prekurzorem MDMA. Zároveň se MDA považuje za více neurotoxičtější než MDMA. MDA je také vylučována z těla po konzumaci MDMA, a to konkrétně v moči, přibližně v 7 % původního obsahu MDMA, které je tělem vyloučeno ve 2/3 z požité látky.[zdroj?]
Kromě MDA, se jako náhražka MDMA do extáze používá také MDEA (3,4-methylendioxyethamfetamin), nebo jiné mnohem více toxické a často také halucinogenní látky (většinou odvozené od amfetaminů).